# 재건 수정 헌법
재건 수정 헌법(Reconstruction Amendments)은 미국 헌법 수정 제13조, 제14조, 제15조를 가리키는 것이다. 남북 전쟁 직후 1865년과 1870년 사이 5년에 걸쳐 채택되었다.이 수정 조항들은 전후 미국 남부에서 재건을 수행하는데 중요한 역할을 하였다. 옹호자들은 이 법안을 미국을 (링컨의 발언을 빌면) 절반의 노예주와 절반의 자유주가 있는 나라에서 이전 노예와 그 후손을 포함한 모든 남성들에게 헌법적으로 자유의 축복이 보장되는 나라로 탈바꿈시키는 것이라고 간주했다.
미국 수정 헌법 제13조 (1865년에 상정되고 비준된)는 노예 제도를 폐지하는 것이었다. 미국 수정 헌법 제14조(1866년에 상정되어, 1868년에 비준된)는 특권과 면책 조항, 적법한 절차, 그리고 동등한 보호 조항이 포함되어 있다. 미국 수정 헌법 제15조(1869년 상정되어, 1870년에 비준된)는 ‘인종, 색깔, 이전의 노예 상태’에 상관없이 투표권을 보장하고 있다. 이 수정 조항에는 여성들이 포함되지 않았다. 따라서 1920년에 비준된 제19조 수정안을 통해 여성의 투표권이 포함되게 된다.
이런 수정 헌법들은 흑인들에게 자유와 시민권을 보장하기 위한 의도였다. 이 수정 헌법의 약속은 19세기동안 주법과 연방 법원의 판결로 퇴색되었다. 주에서는 흑인들의 권리를 제한하는 짐크로우 법을 통과시켰다. 이러한 수정 헌법 조항을 훼손한 중요한 연방 대법원의 판결들로는 1837년의 도축장 사건으로 수정 헌법 제14조의 권한과 면책 조항이 주법 하에서 보장받지 못하도록 한 것이었다. 1896년에 ‘플레시 대 퍼거슨 사건’에서 만들어진 ‘분리되었지만, 평등한’이라는 수사와 연방 정부에 의한 〈짐크로우 법〉 승인도 마찬가지 경우였다. 수정 헌법 13조, 14조, 15조의 완전한 혜택은 1954년 ‘브라운 대 토피카 교육위원회 재판’에서 연방 대법원의 판결과 〈1964년 시민권법〉, 그리고 〈1965년 선거권법〉과 같은 법률이 정착될 때까지 실현되지 못했다. 2013년 셸비 군 대 홀더 판결에서는 미래의 투표권에 영향을 미칠 수 있는 연방 대법원이 선거권법의 4조항을 뒤집었다.

## 수정 헌법 제13조
미국 수정 헌법 제13조는 노예 제도와 범죄에 대한 처벌과 같은 경우를 제외한 비자발적 예속을 폐지했다. 1864년 4월 8일 상원을 통과했고, 1865년 1월 31일 하원을 통과하여 1865년 12월 6일 채택되었다. 1865년 12월 18일에 미국 국무부 장관 윌리엄 H. 수어드가 그것을 공표했다.

## 같이 보기
- 크리텐덴 타협